# Strychnos chromatoxylon
Strychnos chromatoxylon là một loài thực vật thuộc họ Loganiaceae. Loài này có ở Cameroon, Cộng hòa Trung Phi, và Bờ Biển Ngà.